# Landsat 8

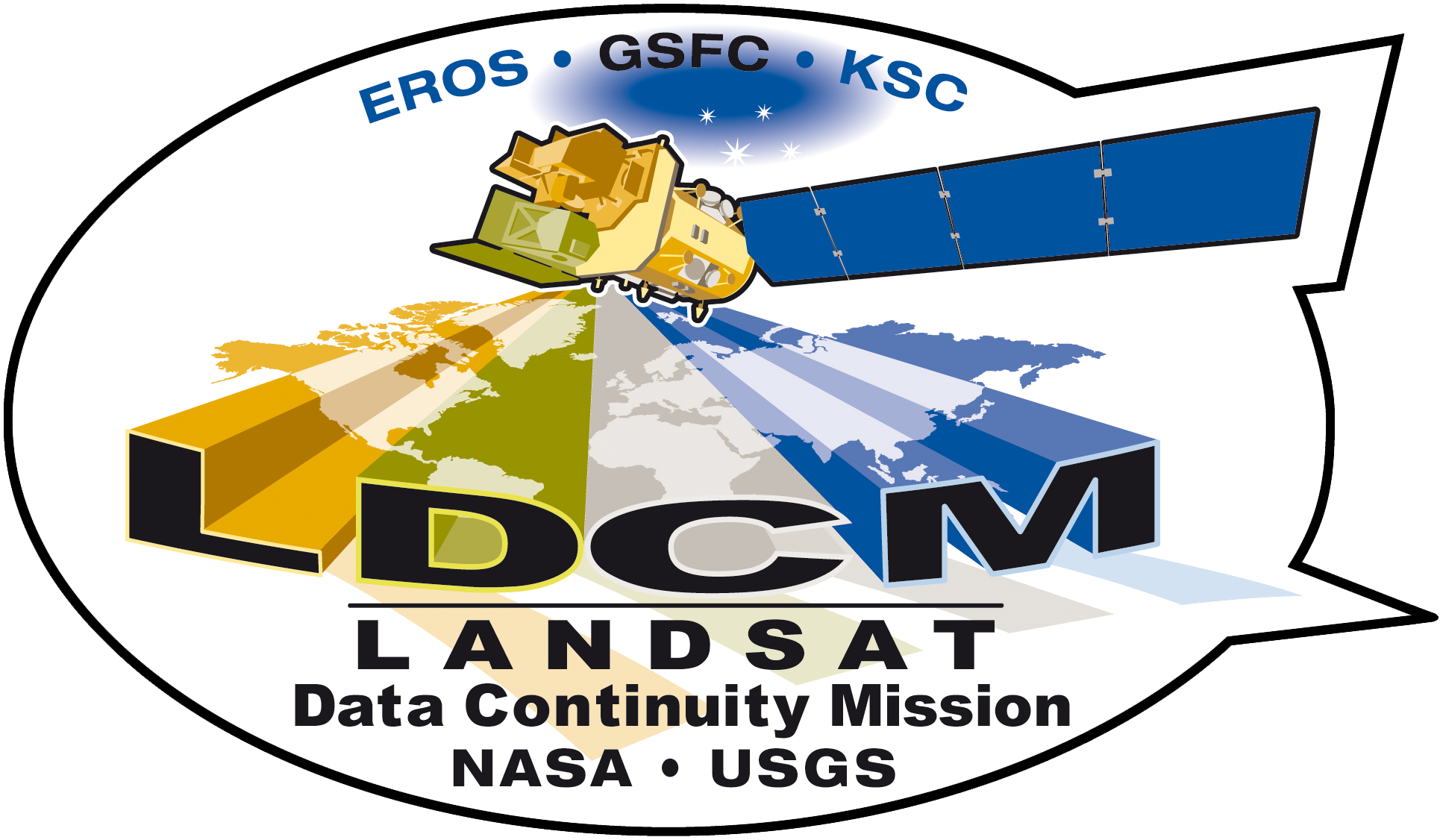
Logo de la mission LDCM.

Landsat 8 est un satellite d'observation de la Terre américain lancé le 11 février 2013. Il s'agit du huitième satellite du programme Landsat et le septième à atteindre l’orbite avec succès. Initialement appelé Landsat Data Continuity Mission (LDCM), il s'agit d'une collaboration entre la NASA et le United States Geological Survey (USGS). Le Goddard Space Flight Center de la NASA à Greenbelt, dans le Maryland, assure le développement, l'ingénierie des systèmes de mission et l'acquisition du lanceur, tandis que l'USGS assure le développement des systèmes au sol et poursuit les opérations de la mission.
Le satellite est construit par Orbital Sciences, qui est le maître d'œuvre de la mission. Les instruments du satellite sont construits par Ball Aerospace et le Goddard Space Flight Center de la NASA, et le lancement est confié à United Launch Alliance. Au cours de ses 108 premiers jours en orbite, LDCM est soumis aux évaluations par la NASA et le 30 mai 2013, les opérations sont transférées de la NASA à l'USGS lorsque LDCM est officiellement nommé Landsat 8.

## Vue d'ensemble de la mission
Avec le retrait de Landsat 5 début 2013, laissant Landsat 7 comme seul satellite du programme Landsat en orbite, Landsat 8 assure l'acquisition continue et la disponibilité des données Landsat utilisant une charge utile à deux capteurs, le Operational Land Imager (OLI) et le Thermal InfraRed Sensor (TIRS). Respectivement, ces deux instruments collectent des données d'image pour neuf bandes d'ondes courtes et deux bandes thermiques d'ondes longues. Le satellite est développé pour une durée de vie de 5 ans, mais est lancé avec suffisamment de carburant à bord pour assurer plus de 10 ans d'exploitation.
Landsat 8 comprend trois objectifs scientifiques et missions-clés :
- Recueillir et archiver des données d'images multispectrales à résolution moyenne (résolution spatiale de 30 mètres) permettant une couverture saisonnière des masses continentales mondiales pendant une période d'au moins cinq ans.
- Veiller à ce que les données Landsat 8 soient suffisamment cohérentes avec les données des missions Landsat précédentes en termes de géométrie d'acquisition, d'étalonnage, de caractéristiques de couverture, de caractéristiques spectrales, de qualité du produit produit et de disponibilité des données pour permettre des études sur l'évolution de la couverture terrestre et de l'utilisation des terres.
- Distribuer gratuitement les données de Landsat 8 au grand public, sans discrimination et sans frais pour l'utilisateur[6].

## Détails techniques

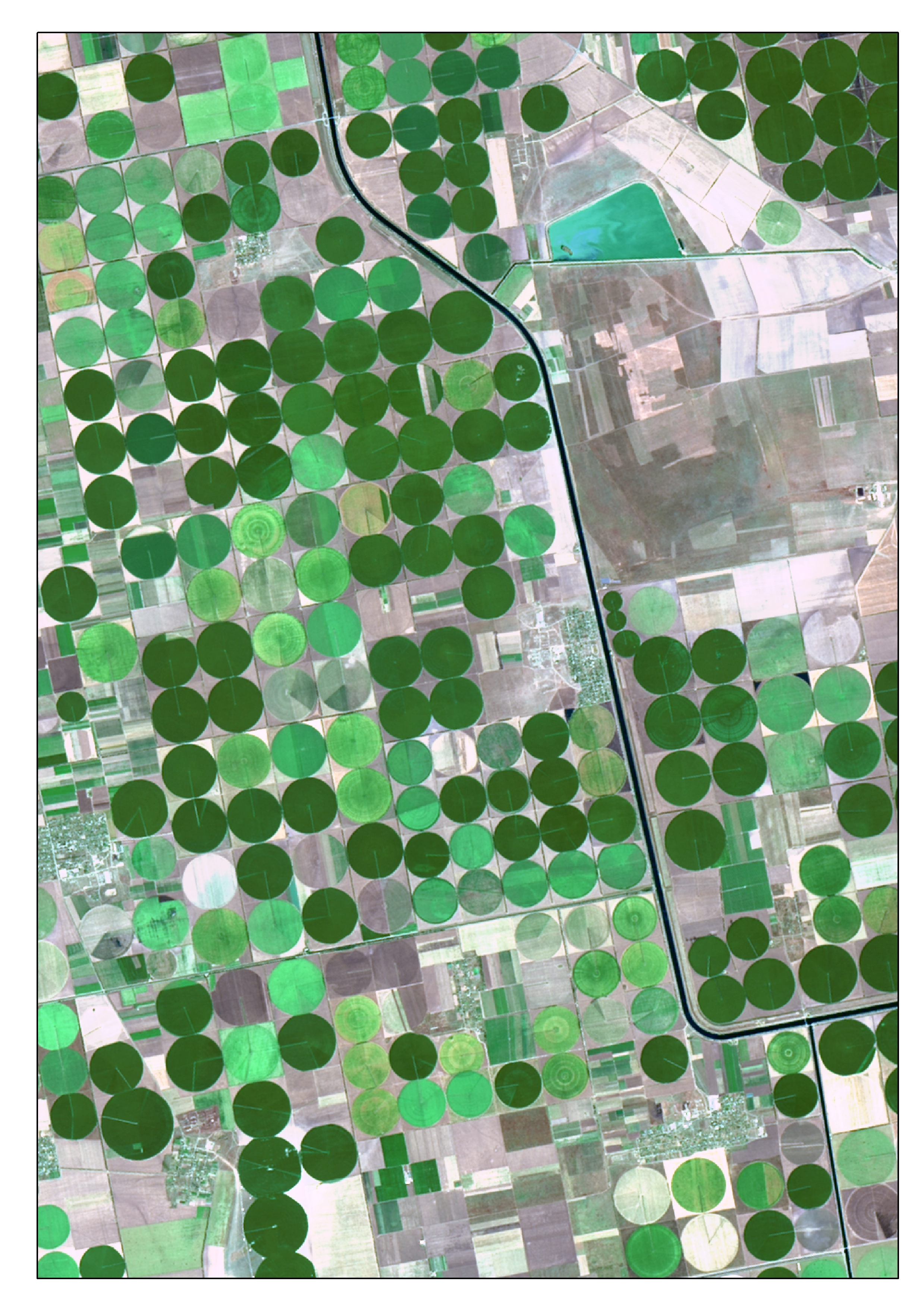
L'image est une image satellite des cultures irriguées et du canal d'irrigation de Kakhovka (Ukraine). Elle est prise le 7 août 2015 par Landsat 8 (OLI). L'image est créée en tant que composite en couleurs vraies, avec R - bande rouge (0,64 - 0,67 µm), G - bande verte (0,53 - 0,59 µm) et B - bande bleue (0,45 - 0,51 µm). Cette combinaison de bandes convient au suivi des cultures. Pour accentuer les caractéristiques, l'image est affinée par bande panchromatique. La procédure adaptative non linéaire de contraste est également appliquée.

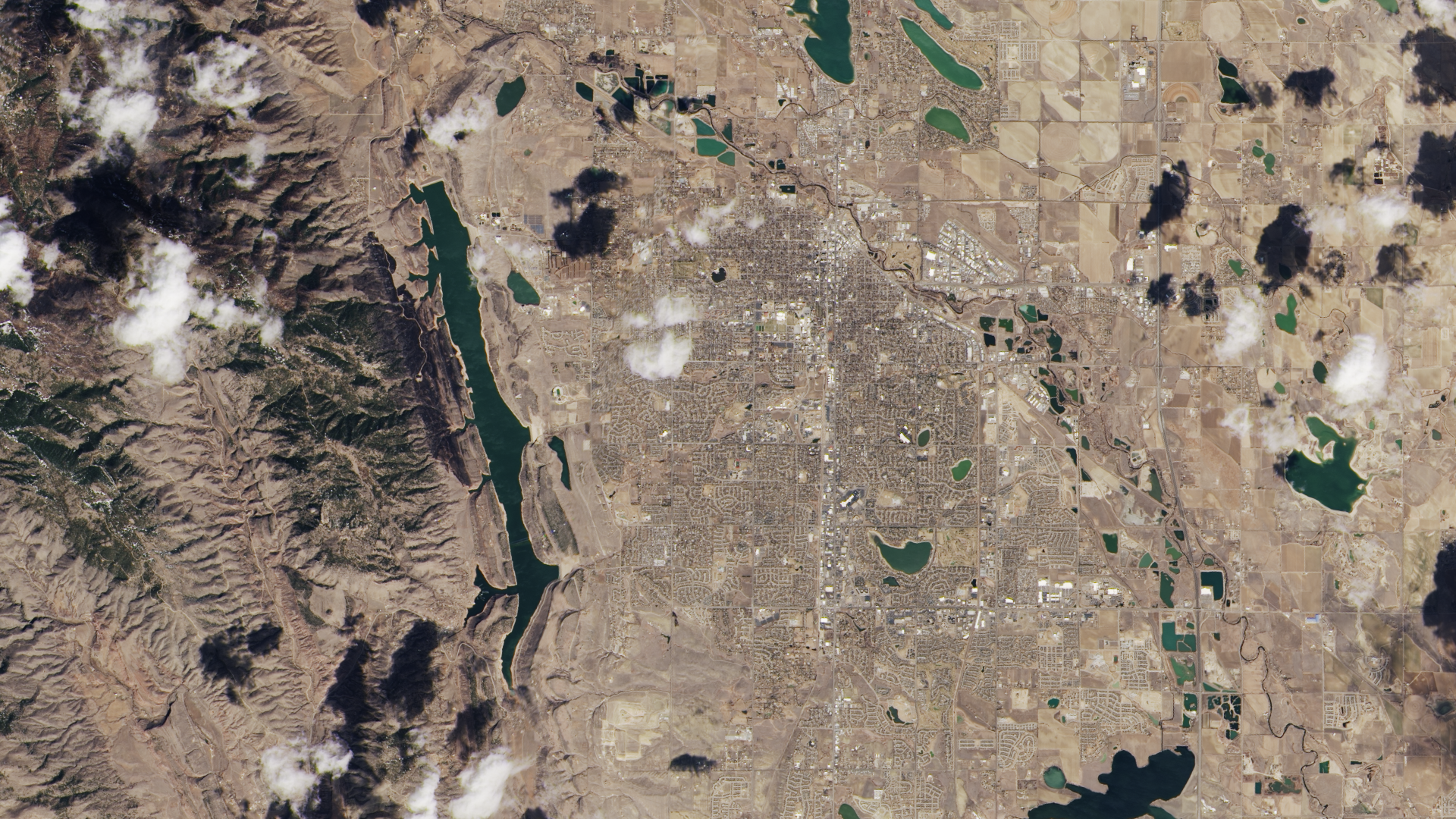
La première image de Landsat 8. Cette zone est celle de Fort Collins, Colorado, États-Unis. L’image est représentée en couleurs naturelles à l'aide des bandes spectrales de Operational Land Imager (OLI), 2 (bleu), 3 (vert) et 4 (rouge).

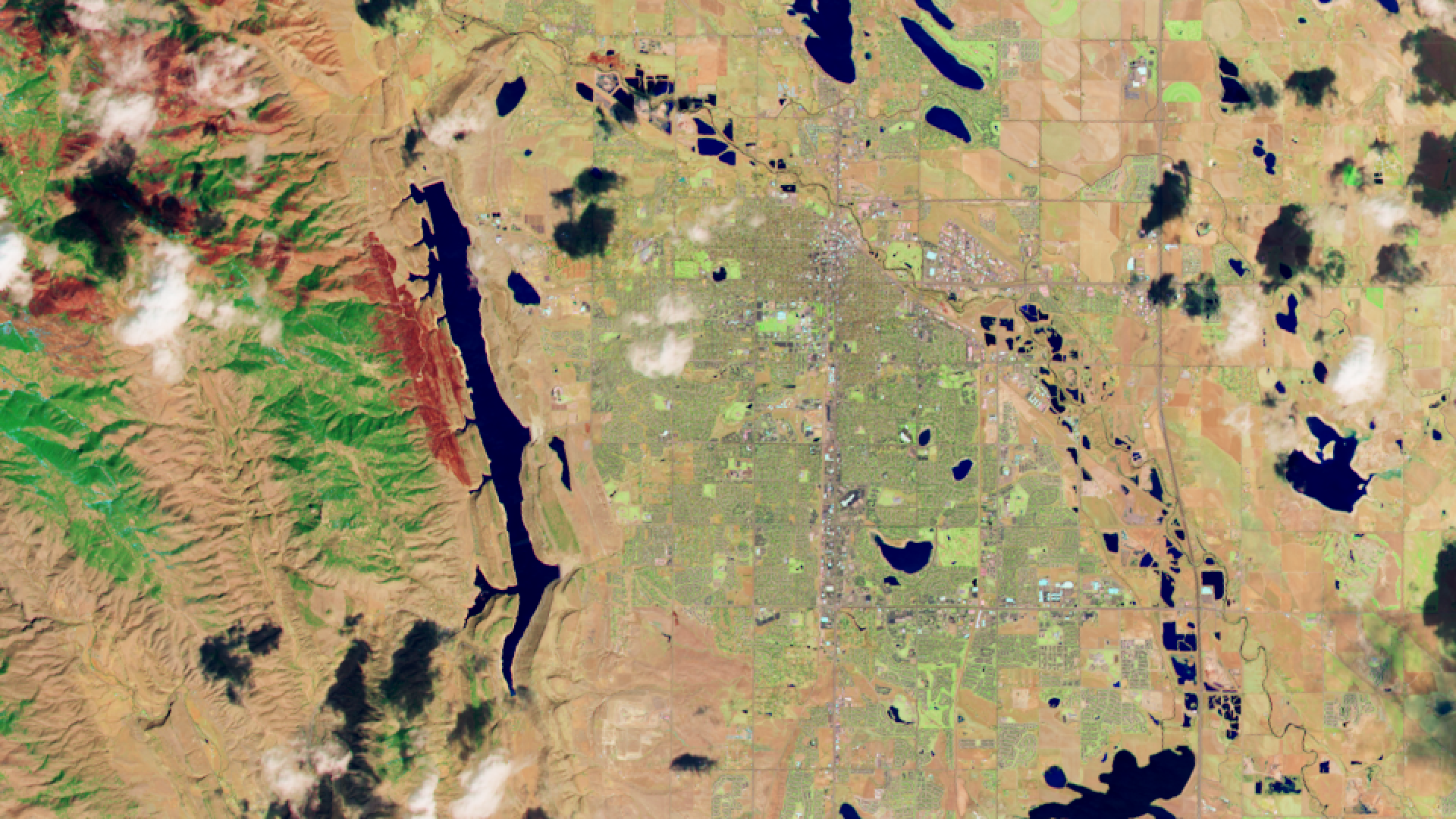
La première image de Landsat 8. Cette zone est celle de Fort Collins, Colorado, États-Unis et l'image provient des bandes spectrales de Operational Land Imager (OLI), 3 (vert), 5 (infrarouge proche) et 7 (infrarouge 2 à ondes courtes) affichées respectivement en bleu, vert et rouge.

Landsat 8 fournit des images à résolution moyenne, allant de 15 mètres à 100 mètres, de la surface terrestre et des régions polaires. Il fonctionne dans les spectres visible, proche infrarouge, infrarouge à ondes courtes et infrarouge thermique. Landsat 8 capture plus de 700 scènes par jour, soit une augmentation par rapport aux 250 scènes quotidiennes de Landsat 7. Les capteurs OLI et TIRS voient une performance radiométrique signal sur bruit (SNR) améliorée, permettant une quantification sur 12 bits des données permettant davantage de bits pour une meilleure caractérisation de la couverture terrestre.
Paramètres prévus pour les produits Landsat 8 standard  :
- Type de produit : niveau 1T (terrain corrigé).
- Format de sortie : GeoTIFF.
- Taille des pixels : 15 mètres / 30 mètres / 100 mètres (panchromatique/multispectral/thermique).
- Projection cartographique : UTM (stéréographique polaire pour l'Antarctique).
- Datum : WGS 84.
- Orientation : Nord en haut (carte).
- Ré-échantillonnage : convolution cubique.
- Précision :
  - OLI : erreur circulaire de 12 mètres, confiance à 90%.
  - TIRS : erreur circulaire de 41 mètres, confiance à 90%.

### Satellite
Le satellite Landsat 8 est construit par Orbital Sciences, sous contrat avec la NASA, et utilise la plate-forme standard LEOStar-3. Orbital Sciences est responsable de la conception et de la fabrication de la plate-forme de Landsat 8, de l'intégration des instruments de la charge utile fournis par le client et des tests complets, y compris ceux relatifs à l'environnement. Le satellite fournit la puissance, le contrôle d'orbite et d'attitude, les communications et le stockage des données des instruments.
Tous les composants, à l'exception du module de propulsion, sont montés à l'extérieur de la structure primaire. Un seul panneau solaire déployable génère de l'énergie pour les composants du satellite et charge un accumulateur nickel-hydrogène (NiH2), d'une capacité de 125 ampères-heure. Un enregistreur de données de type Solid-State Drive (SSD) de 3,14 térabits assure le stockage des données à bord et une antenne en bande X transmet les données des instruments en temps réel ou lues à partir de l'enregistreur de données. Les instruments sont montés sur un banc d'optique à l'extrémité avant de l'engin spatial.

### Operational Land Imager

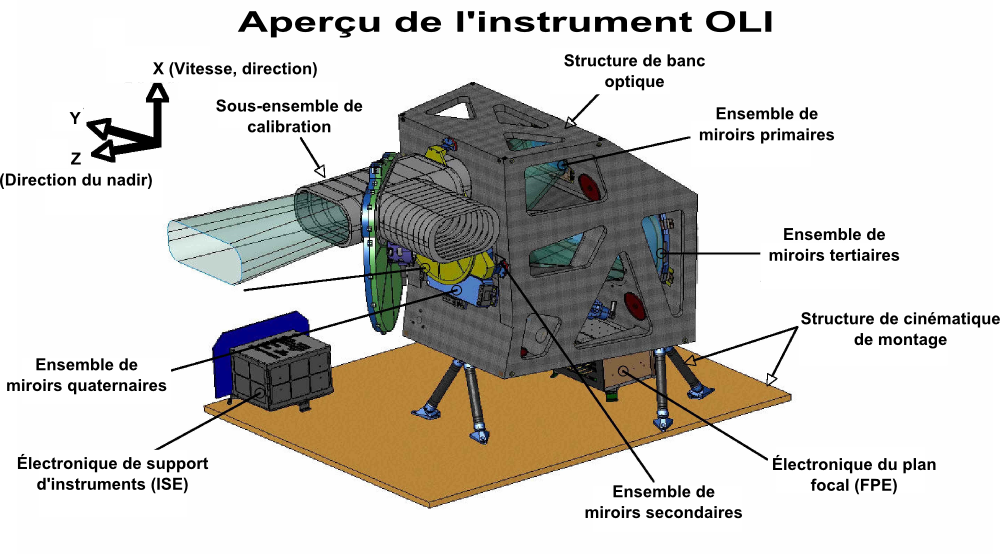
Le schéma de l'instrument OLI.

Le Operational Land Imager (OLI) de Landsat 8 est amélioré par rapport aux capteurs Landsat antérieurs et est construit, sous contrat avec la NASA, par Ball Aerospace & Technologies. Il utilise une approche technologique démontrée par le capteur Advanced Land Imager piloté par le satellite expérimental EO-1 de la NASA. L'instrument utilise un capteur en peigne (en) ou pushbroom au lieu de capteurs à balayage (en) (whiskbroom) qui sont utilisés sur les satellites Landsat précédents. Le capteur en peigne aligne les rangs de détecteurs d'imagerie le long du plan focal de Landsat 8, ce qui lui permet de visualiser l'intégralité de la bande, le champ de vision transversal de 185 km, par opposition au balayage du champ de vision. Avec plus de 7 000 détecteurs par bande spectrale, la conception du capteur en peigne se traduit par une sensibilité accrue, moins de pièces en mouvement et une meilleure information sur la surface terrestre.
L'instrument recueille des données de neuf bandes spectrales. Sept des neuf bandes correspondent aux capteurs Thematic Mapper (TM) et Enhanced Thematic Mapper Plus (ETM+) des satellites Landsat antérieurs, assurant la compatibilité avec les données Landsat historiques, tout en améliorant les capacités de mesure. Deux nouvelles bandes spectrales, une bande bleu foncé côtier/aérosol et une bande cirrus infrarouge à ondes courtes, permettent aux scientifiques de mesurer la qualité de l'eau et d'améliorer la détection des nuages hauts et minces.
| Bande spectrale                      | Longueur d'onde  | Résolution | Irradiance solaire |
| ------------------------------------ | ---------------- | ---------- | ------------------ |
| Bande 1 - Côtier/aérosol             | 0,433 – 0,453 µm | 30 m       | 2 031 W/(m²µm)     |
| Bande 2 - Bleu                       | 0,450 – 0,515 µm | 30 m       | 1 925 W/(m²µm)     |
| Bande 3 - Vert                       | 0,525 – 0,600 µm | 30 m       | 1 826 W/(m²µm)     |
| Bande 4 - Rouge                      | 0,630 – 0,680 µm | 30 m       | 1 574 W/(m²µm)     |
| Bande 5 - Infrarouge proche          | 0,845 – 0,885 µm | 30 m       | 955 W/(m²µm)       |
| Bande 6 - Infrarouge à ondes courtes | 1,560 – 1,660 µm | 30 m       | 242 W/(m²µm)       |
| Bande 7 - Infrarouge à ondes courtes | 2,100 – 2,300 µm | 30 m       | 82.5 W/(m²µm)      |
| Bande 8 - Panchromatique             | 0,500 – 0,680 µm | 15 m       | 1 739 W/(m²µm)     |
| Bande 9 - Cirrus                     | 1,360 – 1,390 µm | 30 m       | 361 W/(m²µm)       |

### Thermal InfraRed Sensor

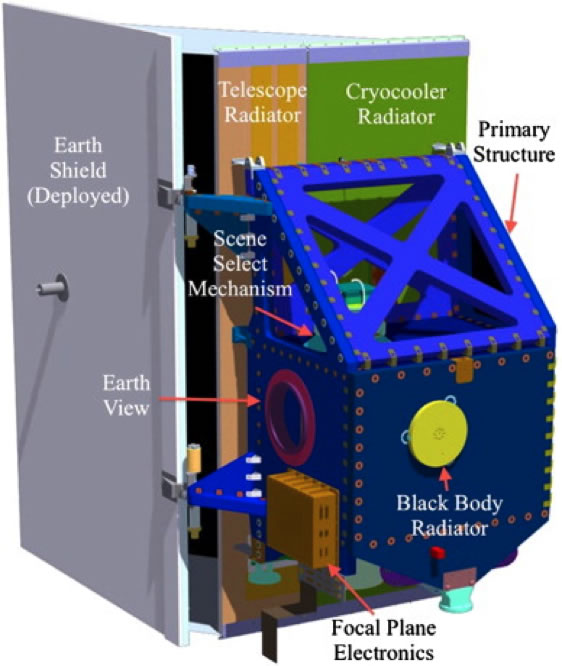
Le Thermal InfraRed Sensor (TIRS).

Le capteur Thermal InfraRed Sensor (TIRS), construit par le Goddard Space Flight Center de la NASA, effectue une imagerie thermique et prend en charge des applications émergentes telles que les mesures du taux d'évapotranspiration pour la gestion de l'eau. Le plan focal de l'instrument utilise des matrices de photodétecteurs infrarouges à puits quantiques à arséniure de gallium (GaAs) (connues sous le nom de QWIP) pour détecter le rayonnement infrarouge, une première pour le programme Landsat. Les données sont enregistrées dans les données de OLI pour créer des produits de données de 12 bits à correction radiométrique, géométrique et du terrain. À l'instar de OLI, TIRS utilise un capteur à en peigne d'une largeur de 185 km. Les données pour deux bandes infrarouges à grande longueur d'onde sont collectées avec ce système. Cela assure la continuité des données avec la bande infrarouge thermique unique de Landsat 7 et en ajoute une seconde.
L'instrument étant un ajout tardif au satellite Landsat 8, l'exigence de durée de vie théorique est assouplie afin d'accélérer le développement du capteur. Il a donc une durée de vie de trois ans seulement.
| Bande spectrale                                | Longueur d'onde  | Résolution |
| ---------------------------------------------- | ---------------- | ---------- |
| Bande 10 - Infrarouge à grande longueur d'onde | 10,30 – 11,30 µm | 100 m      |
| Bande 11 - Infrarouge à grande longueur d'onde | 11,50 – 12,50 µm | 100 m      |

### Système au sol
Le système au sol de Landsat 8 remplit deux fonctions principales : le commandement et le contrôle du satellite et la gestion des données de mission envoyées par le satellite. Le commandement et le contrôle des satellites sont assurés par le centre d'opérations de la mission situé au Goddard Space Flight Center. Les commandes sont envoyées du centre d'opérations de la mission au satellite via un élément de réseau terrestre (Ground Network Element ou GNE). Les données du satellite sont dirigées vers des stations de réception à Sioux Falls, dans le Dakota du Sud, à Gilmore Creek, en Alaska, et à Svalbard, en Norvège. À partir de là, les données sont envoyées via le réseau terrestre GNE au Earth Resource Observation and Science (EROS) de l'USGS à Sioux Falls, où elles sont ingérées dans le système de traitement et d'archivage des données.

## Historique
Les plans initiaux de Landsat 8 prévoient que la NASA achète des données conformes aux spécifications Landsat 8 à partir d'un système de satellites détenu et exploité commercialement ; toutefois, après une évaluation des propositions reçues de l'industrie, la NASA annule la demande de propositions en septembre 2003. En août 2004, un mémorandum de l'Office of Science and Technology Policy (OSTP) de la Maison Blanche ordonne aux agences fédérales de placer des capteurs de type Landsat sur les satellites NPOESS. À la suite d'une évaluation de la complexité technique de cette tâche, le projet évolue encore et le 23 décembre 2005, l'OSTP publie un mémorandum invitant la NASA à mettre en œuvre Landsat 8 sous la forme d'un satellite libre portant l'instrument nommé Operational Land Imager (OLI). En décembre 2009, il est décidé d'ajouter un capteur infrarouge thermique (TIRS) à la charge utile de la mission.

### Lancement

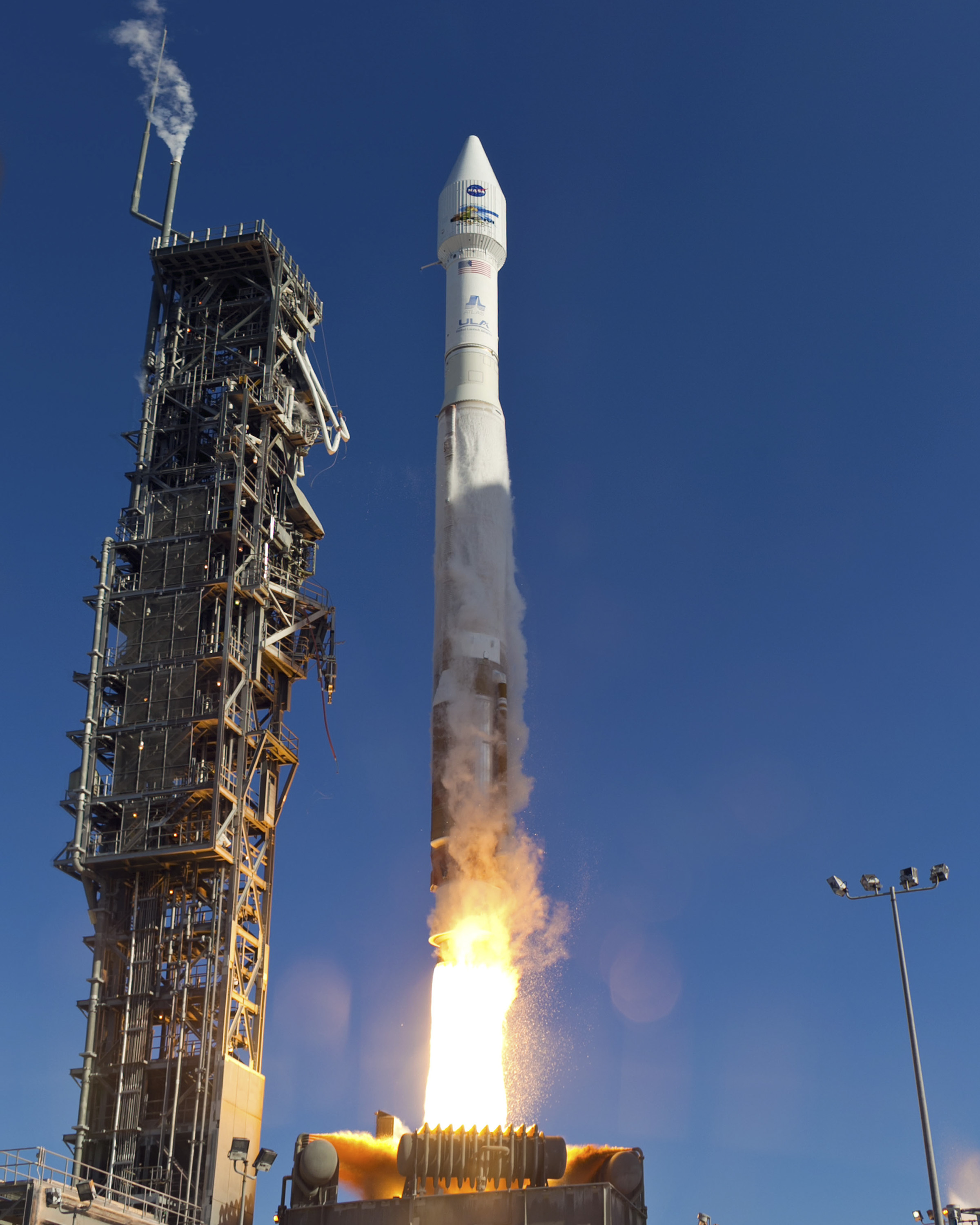
Le lancement de Landsat 8 par un lanceur Atlas V.

Le satellite est lancé par un lanceur Atlas V 401 équipée d'une coiffe allongée le 11 février 2013 à 18 h 02 TU, à partir du Space Launch Complex 3E (SLC-3E) de la base de lancement de Vandenberg. Après 78 minutes et 30 secondes, le satellite se sépare de l'étage supérieur du lanceur Atlas V, achevant le lancement avec succès.
Les premières images de l'engin spatial sont recueillies le 18 mars 2013. Landsat 8 rejoint Landsat 7 sur orbite, offrant une couverture accrue de la surface de la Terre.

### Problèmes en orbite avec TIRS
Le 19 décembre 2014, les contrôleurs au sol détectent des niveaux de courant anormaux associés à l'électronique du codeur Scene Select Mirror (SSM). L'électronique du codeur est désactivée avec l'instrument pointé vers le nadir et les données du senseur TIRS sont acquises mais non traitées. Le 3 mars 2015, les opérateurs basculent le senseur de l'électronique côté A sur l'électronique côté B afin de résoudre le problème lié à l'électronique du codeur A. Le senseur reprend ses activités normales le 4 mars 2015 et la collecte des données nominales d'étalonnage du corps noir et de l'espace profond reprend le 7 mars 2015. Le 3 novembre 2015, la capacité du senseur à mesurer avec précision l'emplacement du Scene Select Mirror (SSM) est compromise et l'encodeur est mis hors tension. En avril 2016, un algorithme est développé pour compenser la perte du codeur et la collecte des données reprend. En plus de ces problèmes, le senseur est lancé avec une anomalie de lumière parasite augmentant la température signalée jusqu'à 4 °C dans la bande 10 et jusqu'à 8 °C dans la bande 11. Finalement, il détermine que l’anomalie est causée par les réflexions hors champ rebondissant sur un anneau de retenue en alliage métallique monté juste au-dessus de la troisième lentille du télescope TIRS à réfraction à quatre lentilles et sur le plan focal TIRS. En janvier 2017, un algorithme est développé pour estimer la quantité de lumière parasite et la soustraire des données, réduisant l'erreur à environ 1 kelvin. En 2017, les opérateurs recommandent toujours que l'utilisation des données de la bande 11 soit limitée.